# Operatie Walküre

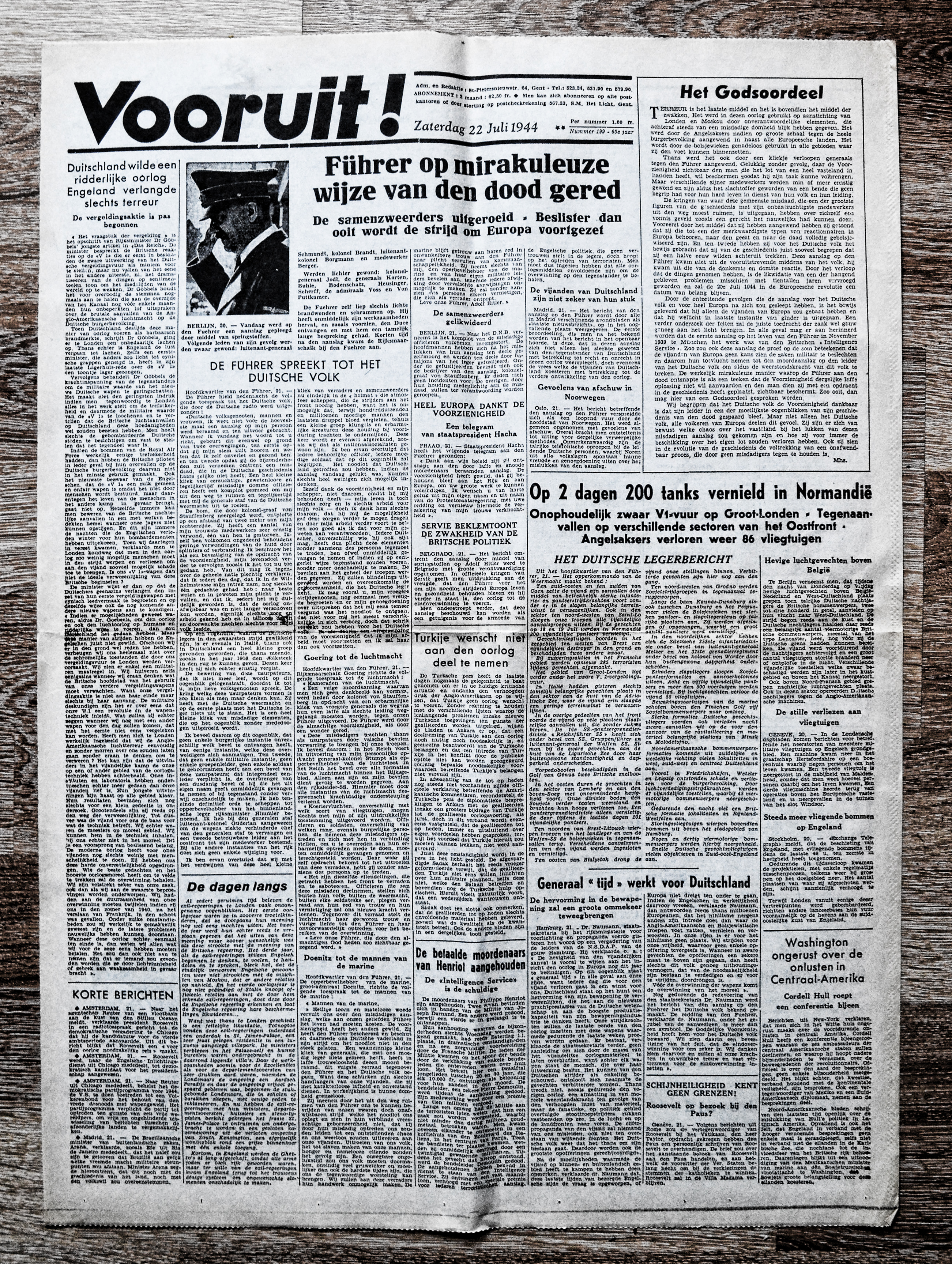
Voorpagina Vlaams socialistisch dagblad Vooruit 22 juli 1944.

Operatie Walküre was oorspronkelijk een plan van de Wehrmacht om een mogelijke opstand te onderdrukken gedurende de Tweede Wereldoorlog. Al in het begin van de Tweede Wereldoorlog werd er gestart met het maken van plannen, om de gevreesde opstanden door de burgerbevolking, de krijgsgevangenen en de mensen in de concentratiekampen te verhinderen.
Soldaten van het Ersatzheer (reserveleger) zouden dan belangrijke plekken in Berlijn en andere grote steden moeten bezetten en tegen opstandelingen optreden. Alleen Adolf Hitler zélf en de commandanten van het 'Ersatzheer', mochten het codewoord Walküre vrijgeven.

## Walküre en 20 juli 1944

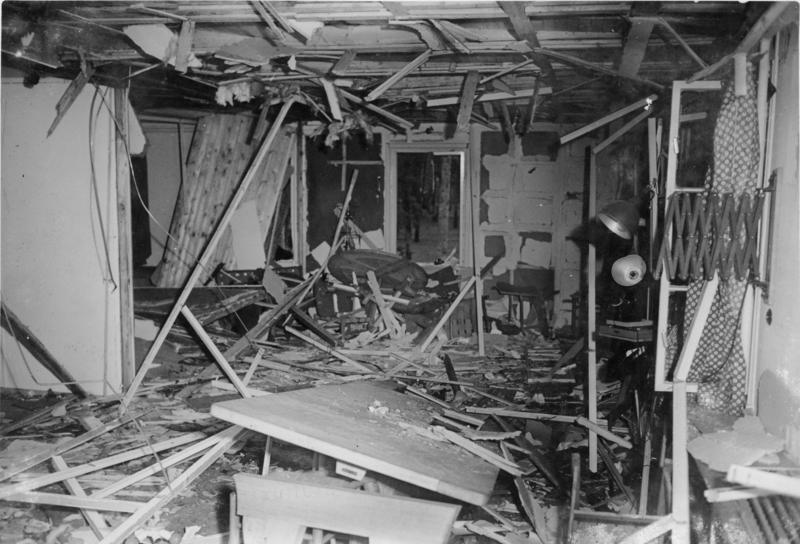
Ravage na de bomaanslag op Hitler

Fritz-Dietlof von der Schulenburg, Henning von Tresckow en Claus Schenk von Stauffenberg zagen ook de zwakke punten van het plan in. Zij pasten het plan aan en vanaf 1943 was Walküre het codewoord voor de geplande moordaanslag op Hitler, waarna ook belangrijke personen van de SS, SD, Gestapo en de NSDAP konden worden gearresteerd.
In de aanloop naar de aanslag op 20 juli 1944, verzocht Stauffenberg generaal Friedrich Fromm, Chef van de Ersatzheer, om Walküre vrij te geven. Hoewel Fromm bij de samenzwering betrokken was, weigerde hij nu om het bevel te geven. Fromm, die veel beter was geïnformeerd dan vele anderen in het Derde Rijk, had inmiddels het bericht gekregen dat Hitler de aanslag had overleefd.
Zonder Fromm als sleutelfiguur konden de geplande arrestaties van de SS- en SD-eenheden alleen doorgang vinden in Parijs en Wenen. Er heerste onzekerheid en verwarring over het feit of Hitler nog in leven was.

## Gevolgen
Na de aanslag werd het commando van het Ersatzheer overgedragen aan Heinrich Himmler. Hij was vanaf dat moment verantwoordelijk voor de veiligheid in het Derde Rijk. Fromms twijfelen bracht ook voor hemzelf gevolgen met zich mee. Een dag na de aanslag bekende Fromm dat hij van de aanslag en staatsgreep afwist. Hoewel hij terugkrabbelde en zich uiteindelijk verzette tegen de samenzweerders, werd dit niet als loyaliteit gezien. Hij werd wegens lafheid veroordeeld tot de dood en op 12 maart 1945 geëxecuteerd.

## Films
In 2004 werd de moordaanslag op Hitler in Duitsland verfilmd onder de naam Stauffenberg. In deze televisiefilm wordt de rol van Stauffenberg gespeeld door Sebastian Koch. Zijn ex-vriendin, Carice van Houten, speelt in 2008 de rol van Stauffenbergs echtgenote in de film Valkyrie (Engelse vertaling van Walküre). Tom Cruise speelt de rol van Stauffenberg en Halina Reijn zijn secretaresse, Margarethe van Oven.